# Sarina Kohlfürst
Sarina Kohlfürst (* 13. März 1993) ist eine österreichische Badmintonspielerin. 

## Karriere
Sarina Kohlfürst wurde 2011 und 2012 nationale Juniorenmeisterin in Österreich. Bei den Erwachsenen gewann sie von 2011 bis 2014 drei Silber- und drei Bronzemedaillen. Bei den Slovak International 2012 belegte sie ebenfalls Rang drei.

## Sportliche Erfolge
| Saison | Veranstaltung               | Disziplin | Platz | Partner           |
| ------ | --------------------------- | --------- | ----- | ----------------- |
| 2010   | Austrian Nationals U17 2010 | XD        | 3     | Moritz Kaufmann   |
| 2010   | Austrian Nationals U17 2010 | WD        | 3     | Christina Baldauf |
| 2010   | Austrian Nationals U17 2010 | WS        | 1     |                   |
| 2011   | Austrian Nationals 2011     | WS        | 3     |                   |
| 2011   | Austrian Nationals 2011     | WD        | 2     | Leonie Stenek     |
| 2011   | Austrian Nationals U22 2011 | WD        | 1     | Alexandra Mathis  |
| 2011   | Austrian Nationals U19 2011 | WD        | 1     | Alexandra Mathis  |
| 2012   | Portugal International 2012 | WD        | 3     | Nathalie Ziesig   |
| 2012   | Austrian Nationals 2012     | WD        | 3     | Nathalie Ziesig   |
| 2012   | Austrian Nationals U19 2012 | WS        | 1     |                   |
| 2013   | Austrian Nationals 2013     | WD        | 2     | Nathalie Ziesig   |
| 2013   | Austrian Nationals 2013     | XD        | 2     | Peter Zauner      |
| 2014   | Austrian Nationals 2014     | WD        | 3     | Nathalie Ziesig   |